# 细叶小豇豆
细叶小豇豆（学名：Vigna minima f. linearis）为豆科豇豆属贼小豆下的一个变型。